# Városi park megállóhely
Városi park megállóhely egy Bács-Kiskun vármegyei vasúti megállóhely, Kiskunfélegyháza településen, melyet a MÁV üzemeltet.
A megállóhely Kiskunfélegyháza belterületének és külterületének határán, a város délkeleti peremén található. A megállóhely mellett a város piacteréről a környékbeli tanyavilágba vezető út, az ún. Csányi út keresztezi a vasutat. A környék az 1960-as évektől kezdett el egyre inkább beépülni, ekkor a vasútvonal közelsége miatt számos ipari létesítmény települt a megállóhely környékén. A megállóhely saját esőbeálló épülettel rendelkezik, amely már az 1950-es évek végén is megvolt. A megállóhely egy egyszerű nyerstégla épület, amelynek a peron felőli oldala nyitott. A megállóhely épületét utoljára az 1980-as évek elején újították fel komolyabban. Ekkoriban a megállónak még nagyon komoly utasforgalma volt.

## Vasútvonalak
Az állomást az alábbi vasútvonalak érintik:
- Kiskunfélegyháza–Orosháza-vasútvonal

## Kapcsolódó állomások
A vasútállomáshoz az alábbi állomások vannak a legközelebb:
- Kiskunfélegyháza vasútállomás
- Csongrádi úti tanyák megállóhely

## Forgalom
| Járat        | Útvonal | Gyakoriság |
| ------------ | --- | ---------- |
| személyvonat | Kiskunfélegyháza – Városi park – Csongrádi úti tanyák – Gátér – Kettőshalom – Kónyaszék – Csongrád alsó – Csongrád – Hékéd – Szentes | Napi 4 pár |
| személyvonat | Kiskunfélegyháza – Városi park – Csongrádi úti tanyák – Gátér – Kettőshalom – Kónyaszék – Csongrád alsó – Csongrád – Hékéd – Szentes – Szegvár – Kórógyszentgyörgy – Mindszent – Mártély – Hódmezővásárhelyi Népkert – Hódmezővásárhely | Napi 5 pár |